# گابور فودور
گابور بلا فودور (مجاری: Gábor Béla Fodor؛ ۵ دسامبر ۱۹۱۵ – ۳ نوامبر ۲۰۰۰) شیمی‌دان، پژوهشگر پزشکی و استاد شیمی برجستهٔ اهل مجارستان و ایالات متحده آمریکا بود.
وی به‌دلیل حضور در انقلاب ۱۹۵۶ مجارستان مجبور شد تا مجارستان را در سال ۱۹۵۷ میلادی ترک کند و ابتدا در لندن و سپس در کانادا پناهنده شد. او از سال ۱۹۶۴ تا ۱۹۶۸ میلادی استاد دانشگاه لاوال در کبک بود. گابور در سال ۱۹۶۹ میلادی به ایالات متحده آمریکا و به دپارتمان شیمی دانشگاه ویرجینیای غربی در مورگانتاون پیوست و تا پایان عمر استادِ همان دانشگاه ماند و در آنجا بازنشسته شد.
تخصص او در حوزهٔ ضدسم‌ها، مُسکن‌ها، آلکالوئیدهای تروپان و مشتقات ویتامین ث بود. پژوهش‌های او کمک فراوانی برای یافتن درمان‌هایی جهت سرطان، سکته مغزی، بیماری آلزایمر و برخی بیماری‌های دیگر نمود.
وی بابت یک عمر دستاورد علمی در سال ۱۹۵۰ میلادی، برندهٔ جایزه کشوت شد.